# Đỗ Khoa
Đỗ Khoa (tiếng Anh: Khoa Do, listenⓘ), sinh năm 1979 tại Thành phố Hồ Chí Minh, Việt Nam, là một đạo diễn phim, biên kịch, diễn giả chuyên nghiệp và nhà từ thiện, người nhận giải thưởng Nhân vật trẻ Úc của năm 2005 (Young Australian of the Year Award). Là thuyền nhân Việt Nam, gia đình Đỗ đến Sydney vào năm 1980. Anh trai của ông là nghệ sĩ hài hước Đỗ Anh. Đỗ Khoa đã nhận được một học bổng để theo học tại Đại học St Aloysius (St Aloysius' College), tốt nghiệp năm 1996 và tiếp tục theo học Luật và Nghệ thuật tại Đại học Sydney.

## Tiểu sử
Đỗ Khoa sinh năm 1979, năm 2 tuổi anh đi vượt biên với gia đình và đến định cư tại Australia.

### Vượt biển
Cuốn sách tự truyện The Happiest Refugee (Người Tị Nạn Hạnh Phúc Nhất) của anh trai của Đỗ Khoa là Đỗ Anh có thuật lại chuyến vượt biển đầy gian khổ của cả gia đình năm 1980. Trong suốt cuộc hành trình, chiếc tàu đã bị hải tặc đã tấn công hai lần. Có một lần, hải tặc đã treo lơ lửng một đứa trẻ trên mạn thuyền nhưng may mắn là cuối cùng đứa bé cũng được tha mạng, Anh Do kể: “Đó thực sự là một điều may mắn bởi đứa trẻ đó chính là em trai tôi - Đỗ Khoa, người sau này đã trở thành Người Úc trẻ Tiêu biểu năm 2005”.

### Học vấn
Năm 1999, Đỗ Khoa tốt nghiệp bằng Cử nhân nghệ thuật tại Đại học Sydney. Tuy vậy, ngay khi còn đi học, anh đã thành công khi dàn dựng vở kịch Running In Circle (1988)

## Nhân vật trẻ Úc của năm
Đỗ Khoa nhận giải thưởng Nhân vật trẻ Úc (Young Australian of the Year Award) trong năm 2005 vì "khả năng lãnh đạo, lòng từ bi của mình, và sẽ truyền cảm hứng và thông tin cho người dân Úc về các vấn đề có ảnh hưởng đến cộng đồng của chúng ta". Giải thưởng Thanh niên trẻ hằng năm được trao cho những thanh niên từ 16 đến 25 tuổi có nhiều đóng góp cho nước Úc được thành lập từ năm 1979. Đến năm 2005, ngoài Lê Tân và Đỗ Khoa, chỉ có ba người người không sinh ra ở Úc được nhận giải thưởng này là Mark Ella, Duncan Armstrong, Rebecca Chambers . Khoa cũng là nhà làm phim đầu tiên được giải này.

## Các giải thưởng của kỹ nghệ phim
- 2001, Khoa được đề cử giải AFI Award cho kịch bản cho phim ngắn "Delivery Day" [9], mà đã được chiếu tại 20 đại hội phim ảnh. Cuốn phim kể chuyện một cô con gái trẻ phải đấu tranh để giữ quân bình về những đòi hỏi của trường học, của mẹ cô và hãng thủ công nghệ của gia đình với điều kiện làm việc không thể chấp nhận được. Kịch bản này dựa phần lớn vào chính kinh nghiệm bản thân của Khoa.
- 2003, Khoa đã nhận được giải IF Independent Spirit Award cho phim The Finished People[2].
- 2004, Khoa được đề cử 2 AFI Awards, 3 Film Critics' Circle Awards và 2 Australian Writers' Guild Awards cho phim này và cho cộng đồng diễn kịch của mình.[2]
- 2005, anh cũng được trao giải thưởng Powerhouse Wizard Award, mà "công nhận những lãnh đạo mới nổi trong thành tựu và sáng tạo ở Úc."
- 2008, anh được trao giải thưởng Phillip Parsons Young Playwright's Award.
- 2009, anh được trao giải thưởng DIGISPAA award cho phim "Missing Water" [4](xuất bản sau này với tựa đề Mother Fish), và cũng nhận được giải CRC Award cho cùng một phim tại đại hội phim ảnh Sydney[4]. Cũng với phim này anh ta đã đoạt được giải tại Orlando Film Festival, Canada International Film Festival và Vietnamese International Film Festival.[3]

## Mục lục phim
- Delivery Day (2009) Khoa đạo diễn và thủ vai chính trong phim truyền hình này.[1]
- The Finished People (2003). Phim nói về 3 câu truyện của những người trẻ thiệt thòi tranh đấu để sống còn tại đường sá khu Cabramatta, một ngoại ô nam tây của Sydney, được biết tới như là một khu có số tội phạm cao và đông người Úc gốc Việt.
- Footy Legends (2006) (Huyền thoại bóng bầu dục) Khoa: "Đó không phải là phim nói về bóng bầu dục. Nó nói về tình cảm gia đình, tình bằng hữu, về tinh thần tự lập để tìm cho mình một chỗ đứng. Phim cũng nói về những giấc mơ bị sụp đổ và những khát vọng. Đó cũng là tìm lối về...". Nhà phê bình Alex James của Tạp chí Film Magazin nhận xét: "Cuốn phim không chỉ nói về một chiến thắng trong thể thao mà còn nhấn mạnh đến khả năng tái lập lòng tự trọng của con người. Các tác giả và đồng tác giả là những tài năng lớn đã truyền được cảm xúc cho người xem từ các nguyên mẫu và làm xúc động hết thảy chúng ta". Còn nhà báo Nicola Harrison của ABC Radio thì cho là: "Rất lạ, chân thật và cảm động. Tôi hoàn toàn yêu thích cuốn phim...".[1]
- Mother Fish (2010) Cảm nhận của 4 người Việt tị nạn vượt biển trên một chiếc tàu dùng để chạy trên sông đã bị hư hại trước và về phạm vi của một hãng may quần áo ở ngoại ô Sydney. Missing Water (tên ban đầu của phim) sdddax gây ấn tưởng với những người chấm giải DigiSPAA với những sáng kiến gây sửng sốt và khả năng làm cho khán giả đắm chìm vào một câu truyện nổi bật. Đây cũng là phim đầu tiên chiếu rộng rãi ở các rạp mà toàn bộ các diễn viên là người Úc gốc Việt, và kịch bản đầu tiên trên thế giới, chỉ tập trung vào hành trình của thuyền nhân Việt Nam.[4]
- Người tốt hơn (Better Man, 2013) Phim TV nhiều tập, dựa trên một chuyện có thật của Nguyễn Tường Vân, người Úc gốc Việt mà bị bắt ở Singapore, bị buộc tội buôn lậu ma túy và bị xử tử vào năm 2005.[10][11] David Knox của TV Tonight nhận định phim này là "thảm kịch quốc nội hay nhất trong năm",[12] Dianne Butler của tờ The Herald Sun khen nó là "Bi kịch TV lôi cuốn nhất trong năm",[13] Gordon Farrer của tờ The Sydney Morning Herald lựa Better Man "Phim của tuần" và khen phim này là sắc bén và gây cảm động, cho thấy mãnh lực của người kể truyện. Bắt buộc phải xem".[14] TV Tonight cũng xếp Better Man vào trong "5 phim hàng đầu 2013", và cho nó là phim truyền hình hạng nhất của năm.[15]
- Schapelle (2014)

## Diễn giả
Đỗ Khoa đã đại diện Úc quốc tế như là một đại biểu trẻ tại Đại hội hành động 2000 chống kỳ thị chủng tộc ở Canada (Action 2000 Anti-Racism Initiative in Canada), và đã đi khắp mọi nơi nói về vấn đề của giới trẻ, khuyến khích và truyền cảm hứng. Khoa đã từng diễn thuyết ở các sân vận động và các nơi khác, bất kể là với những người tị nan mới tới ở Cabramatta, hay với trẻ em dân bản xứ chính gốc (Aborigines) ở Alice Springs, hay với thủ tướng và các lãnh tụ của Úc ở Canberra.

## Nhà từ thiện
Đỗ Khoa rất tích cực trong việc giúp đỡ những thành phần thiếu cơ hội ở vùng Tây Nam Sydney, đặc biệt là cộng đồng người Việt. Năm 2000, Khoa được trao giải người Úc gốc Việt trẻ của năm vì những việc làm của anh trong ngành kịch và những hoạt động với thiếu niên ở vùng Tây Nam Sydney. Một năm sau đó, Đỗ Khoa bắt đầu làm việc tình nguyện với trẻ em mà chịu thua thiệt tại trung tâm dịch vụ xã hội thiếu niên gia đình mở (Open Family Youth Social Services Centre) ở Cabramatta. Anh ta được mời để dạy những đứa trẻ ở đây làm phim và nhận thấy cách hay nhất là cùng quay phim với chúng. Trong khi còn học đại học, Khoa còn dạy tiếng Anh và năng khiếu cần thiết để kiếm việc làm cho giới trẻ sống ở Cabramatta. Với những nỗ lực đó, Khoa đã được trao giải thưởng công dân trẻ của năm 2001 (Young Citizen of the Year Award) (Bankstown City) vào năm 2003, anh cũng được Huy chương thế kỷ (Centenary Medal).